# Nokia 6230
Il Nokia 6230 è un telefono cellulare prodotto dall'azienda finlandese Nokia e messo in commercio nel 2004.

## Caratteristiche
- Dimensioni: 103 × 44 × 20 mm
- Massa: 97 g
- Risoluzione display: 128 × 128 pixel a 65 535 colori
- Durata batteria in conversazione: 7 ore
- Durata batteria in standby: 300 ore (12 giorni)
- Memoria: 6 MB
- Bluetooth, IrDA e USB

## Kit d'acquisto
- Batteria
- Caricabatterie da viaggio
- Manuale
- Auricolare